# Duncan River
Duncan River är ett vattendrag i Kanada.   Det ligger i provinsen British Columbia, i den södra delen av landet, 3 100 km väster om huvudstaden Ottawa. Duncan River ligger vid sjön Kootenay Lake.
I omgivningarna runt Duncan River växer i huvudsak barrskog. Trakten runt Duncan River är nära nog obefolkad, med mindre än två invånare per kvadratkilometer.